# Zuid-Soedanese Autonome Regio (1972-1983)

De Zuid-Soedanese Autonome Regio in het rood.

De Zuid-Soedanese Autonome Regio was een autonome regio die bestond in het zuiden van Soedan tussen 1972 en 1983. Het werd opgericht op 28 februari 1972 door het Verdrag van Addis Abeba, dat een einde maakte aan de Eerste Soedanese Burgeroorlog. De Zuid-Soedanese Autonome Regio werd op 5 juni 1983 beëindigd door het bewind van de toenmalige Soedanese president Jafaar Numeiri. Dit was één van de oorzaken van de Tweede Soedanese Burgeroorlog, die zou duren tot januari 2005, toen de Zuid-Soedanese Autonome Regio werd hersteld. In 2011 werd de regio de onafhankelijke republiek Zuid-Soedan.